# Daphne (film, 2007)
Pour les articles homonymes, voir Daphné.
Daphne est un film britannique réalisé par Clare Beavan et sorti en 2007.

## Fiche technique
- Titre : Daphne
- Réalisateur : Clare Beavan
- Scénario : Amy Jenkins basé sur une biographie de Margaret Forster
- Format : Couleurs
- Durée : 90 minutes
- Pays : Royaume-Uni
- Date de sortie : 12 mai 2007 sur BBC Two

## Distribution
- Geraldine Somerville : Daphne du Maurier
- Tim Ahern : Dickie
- Tessa Hall : l'hotesse de l'air
- Andrew Havill : Tommy Browning
- Jenny Howe : Tod
- Christopher Malcolm : Nelson Doubleday
- Elizabeth McGovern : Ellen Doubleday
- Janet McTeer : Gertrude Lawrence
- Felicity Montagu : la directrice
- Nicholas Murchie
- Shane Nolan
- Malcolm Sinclair (en) : Noel Coward